# Magnus Ernst von Fircks
Magnus Ernst von Fircks (1726 – 17. marts 1806) var en dansk officer.
Han stammede fra en broder til Johan von Fircks og var søn af kejserlig russisk staldmester Ewald von Fircks til Sassmacken i Kurland og Sophia Gerdrutha f. von Korff. Han tjente først i den preussiske hær, men blev 1751 ved en onkels, den russiske minister i København Johann Albrecht von Korffs, indflydelse ansat i Danmark som kaptajn réformé i Kongens Livregiment til Fods. 2 år efter blev han kaptajn i Fodgarden, 1756 generaladjudant hos kongen, 1760 kammerherre, 1762 karakteriseret oberst, 1763 chef for Prins Frederiks Regiment. Fircks synes på denne tid at have været nøje knyttet til hoffet og udnævntes til marskal hos prinsesse Louises gemal, landgrev Carl af Hessen. Da denne i september 1766 blev sat i spidsen for hærstyrelsen som "Præses i Det høje Krigsråd", blev Fircks deputeret, og da et halvt år senere Claude-Louis de Saint-Germain atter kom til roret, og Krigsrådet blev opløst, fik Fircks orlov for at ledsage landgreven til Tyskland. Han kom dog snart tilbage, men spillede ikke senere nogen fremtrædende rolle.
1769 blev han kommandant i Nyborg, 1774 generalmajor, 1784 kommandant i Citadellet, 1787 generalløjtnant; 1794 blev han stillet til disposition og fik 1802 reserveret anciennitet som general, men døde uden at have opnået denne rang 17. marts 1806.
Fircks havde 1767 fået l'union parfaite ordenen og blev 1776 naturaliseret som dansk adelsmand. Året efter mistede han sit eneste barn, en datter. Hans hustru var Anna Margrethe f. Pentz (født 1747, gift 1771, død 1802), datter af konferensråd Frederik Ludvig Christian Pentz til Fjellebro. Et minde om Fircks er bevaret i nogle medaljer, som han tog anledning til at lade slå dels af familiebegivenheder i kongehuset, dels af sin stilling i direktionen for de københavnske garnisonsskoler; de er mere ejendommelige end kunstnerisk skønne (populært «General Fircks Kuskeknapper»).